# Dindon noir du Bourbonnais
Le Noir du Bourbonnais est une race de dindon français à faible effectif, originaire et principalement élevée dans la région du Bourbonnais.

## Description
C'est un oiseau de taille moyenne dont le plumage noir intense présente des reflets métalliques. Les tarses sont noirs, mais s'éclaircissent avec l'âge, devenant parfois rosés. 
C'est une race vigoureuse et vive, ressemblant au dindon noir de Sologne.

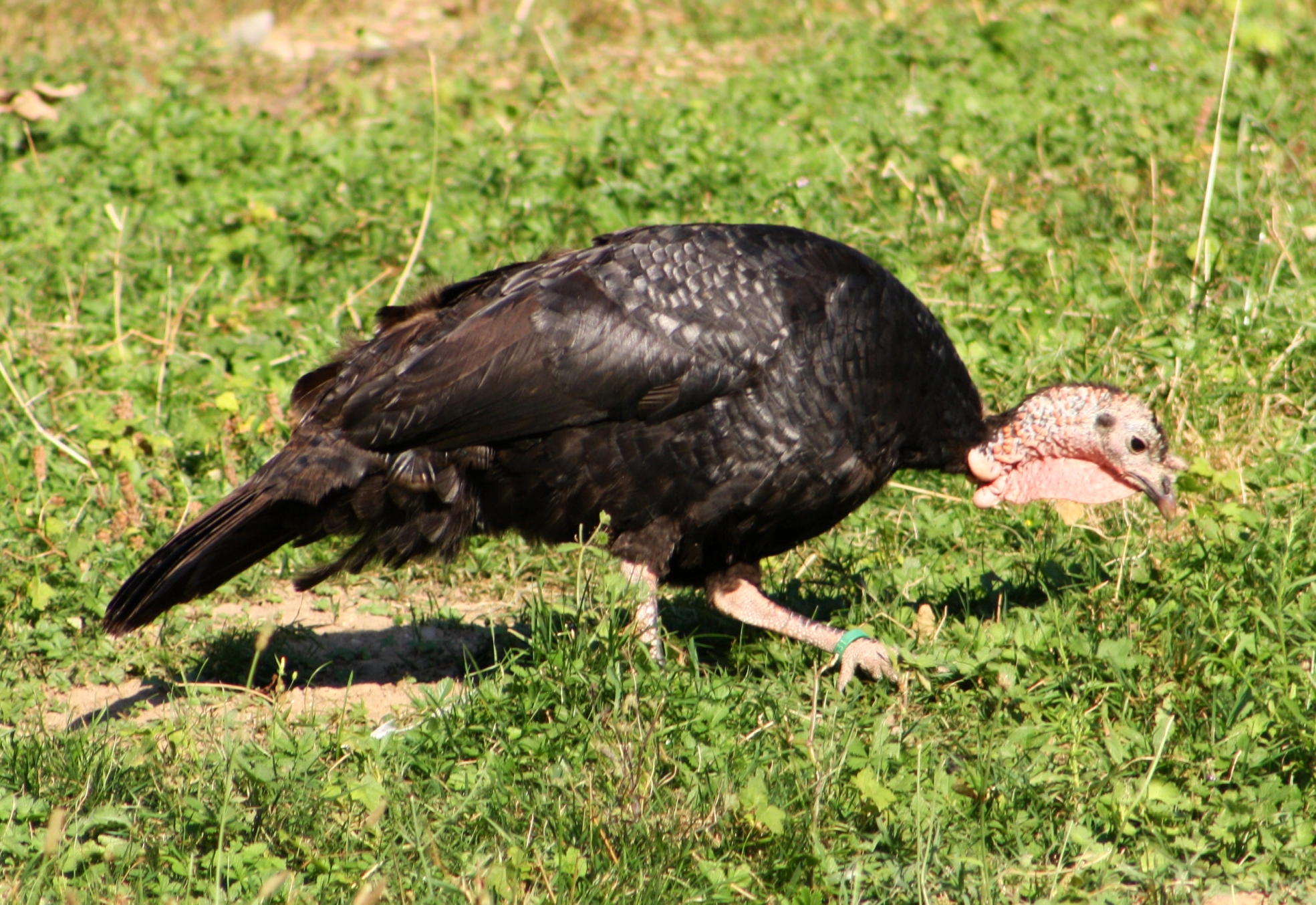
Dinde noire du Bourbonnais.

## Standard
- Dindon : 10 à 12 kg
- Dinde : 7 à 9 kg